# اولگا روبتسووا

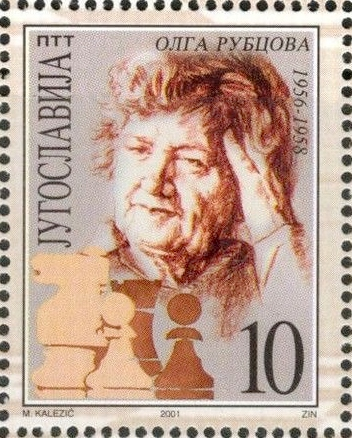
تمبر یادبود اولگا نیکولااِونا روبتسووا، ۲۰۰۱ یوگسلاوی

اولگا نیکولااِونا روبتسووا (روسی: О́льга Никола́евна Рубцо́ва; ۲۰ اوت ۱۹۰۹ – ۱۳ دسامبر ۱۹۹۴) استادبزرگ شطرنج اهل اتحاد جماهیر سوسیالیستی شوروی و چهارمین دارندهٔ عنوان قهرمانی شطرنج زنان جهان، از ۱۹۵۶ تا ۱۹۵۸ میلادی بود. همچنین در سالهای ۱۹۴۹ و ۱۹۵۰ میلادی با قبول شکست از لودمیلا رودنکو، نفر دوم مسابقات قهرمانی شطرنج زنان جهان شد. روبتسووا چهار بار در سالهای ۱۹۲۷، ۱۹۳۱، ۱۹۳۷ و ۱۹۴۸ میلادی قهرمان مسابقات شطرنج زنان اتحاد جماهیر شوروی شد.
او در مسابقات شطرنج مکاتبه‌ای قهرمانی زنان جهان در سال ۱۹۷۲ به مقام قهرمانی رسید.
روبتسووا تنها شطرنج‌بازی است که به هر دو عنوان قهرمانی شطرنج جهان و قهرمانی مسابقات شطرنج مکاتبه‌ای، نائل آمده است.